# Ideopsis sonia
Ideopsis sonia är en fjärilsart som beskrevs av Hans Fruhstorfer 1898. Ideopsis sonia ingår i släktet Ideopsis och familjen praktfjärilar. Inga underarter finns listade i Catalogue of Life.